# Aleksandr Chanov
Aleksandr Chanov (San Pietroburgo, 12 maggio 1904 – Mosca, 30 agosto 1983) è stato un attore sovietico.

## Filmografia parziale

### Attore
- Minin e Požarskij (1939)
- Suvorov (1941)
- Naše serdce (1946)

## Premi
- Artista onorato della RSFSR
- Artista popolare della RSFSR
- Artista del popolo dell'Unione Sovietica
- Premio Stalin